# Sphaeranthus greenwayi
Sphaeranthus greenwayi là một loài thực vật có hoa trong họ Cúc. Loài này được Ross-Craig miêu tả khoa học đầu tiên.